# Oskars Melbārdis
 (février 2018).
Oskars Melbārdis, né le 16 février 1988 à Valmiera, est un bobeur letton. Il commence sa carrière en tant que freineur dans l'équipe de Jānis Miņins, célèbre pilote letton des années 2000, avec qui il remporte une médaille de bronze aux Championnats du monde 2009. Devenu pilote à partir de 2011, il remporte notamment en 2013 la Coupe du monde au combiné des deux formats et termine à la deuxième au classement du bob à 4 et du bob à 2.

## Biographie
Équipier en tant que freineur de l'équipe lettone avec à sa tête le pilote Janis Minins à la fin des années 2000 avec qui il remporte la médaille de bronze aux Championnats du monde 2009. Il est sélectionné pour les Jeux olympiques de 2010 mais le pilote Minins, victime d'une crise d'appendice, renonce à prendre part aux épreuves.
En 2011, il obtient une place de pilote pour la Lettonie remplaçant Minins. Après une première saison en Coupe du monde compliquée, il commence à réaliser des performances dès 2012 l'installant dans le top 10 mondial.
Il réalise sa meilleure saison en 2013. Régulier, il remporte la Coupe du monde au combiné des deux formats de course devant Zubkov et Machata. Bien qu'il ne gagne qu'une seule épreuve au cours de la saison à Sotchi en bob à 4, Melbārdis réalise de nombreux top 10 au cours de la saison ne manquant aucune épreuve. Par la même occasion, il se classe au second rang du classement de bob à 2 derrière Lyndon Rush et du bob à 4 derrière Zubkov. Toutefois, aux Championnats du monde, aucune médaille n'est remportée.
En 2014, il devient vice-champion olympique de bob à quatre. La même année il est fait officier de l'Ordre des Trois Étoiles de Lettonie.

## Palmarès

### Jeux Olympiques
- : médaillé d'or en bob à 4 aux JO 2014.
- : médaillé de bronze en bob à 2 aux JO 2014.
- : médaillé de bronze en bob à 2 aux JO 2018.

### Championnats monde
- : médaillé d'or en bob à 4 aux championnats monde de 2016.
- : médaillé d'argent en bob à 2 aux championnats monde de 2015.
- : médaillé dde bronze en bob à 4 aux championnats monde de 2009 et 2015.

### Coupe du monde
- 4 globe de cristal : 
  - Vainqueur du classement bob à 2 en 2015.
  - Vainqueur du classement bob à 4 en 2015.
  - Vainqueur du classement combiné en 2013 et 2015.
- 40 podiums  : 
  - en bob à 2 : 2 victoires, 10 deuxièmes places et 3 troisièmes places.
  - en bob à 4 : 12 victoires, 6 deuxièmes places et 7 troisièmes places.

#### Détails des victoires en Coupe du monde
| Édition   | Bob à 2              | Bob à 4                                    |
| 2007-2008 |                      | Cesana Torinese Saint-Moritz               |
| 2008-2009 |                      | Whistler                                   |
| 2012-2013 |                      | Sotchi                                     |
| 2013-2014 |                      | Saint-Moritz Igls                          |
| 2014-2015 | Calgary Saint-Moritz | Calgary Saint-Moritz La Plagne Igls Sotchi |
| 2016-2017 |                      | Igls                                       |